# Umeda Sky Building
Het Umeda Sky Building (梅田スカイビル, Umeda Sukai Biru) is het op dertien na hoogste gebouw in de Japanse stad Osaka. Het vormt een prominent onderdeel van het stadsaanzicht. Het gebouw bestaat uit twee torens van elk 40 verdiepingen, die aan de top worden verbonden met bruggen en een roltrap. Bovenin bevindt zich een uitkijkpunt met als thema 'de zwevende tuin' (空中庭園). Er is ook een tentoonstelling over andere uitkijkpunten gevestigd. Het gebouw bevindt zich in het district Umeda in de wijk Kita-ku.

## Geschiedenis
Het 173 meter hoge gebouw is ontworpen door Hiroshi Hara. Het is gebouwd door Takenaka Corporation en geopend in maart 1993.

## Faciliteiten
In het gebouw zijn er naast kantoren en het eerder genoemde uitkijkpunt ook bioscopen, een bruidssalon, winkels en restaurants gevestigd.

## Bereikbaarheid

### Trein
- JR Station Osaka